# Aegocera anthina
Aegocera anthina là một loài bướm đêm trong họ Noctuidae.